# Bunopithecus sericus
Bunopithecus sericus är en utdöd gibbon eller gibbonliknande primat. Fossil efter denna art återfanns först i Kina, men har därefter påträffats i södra Europa och Asien. Den var fruktätare och hade, likt de andra människoartade aporna, ingen svans.
Tidigare har de två nu existerande gibbonvarianterna Hoolock hoolock och H. leuconedys inkluderats i släktet Bunopithecus, men de har sedermera klassificerts som ett eget släkte Hoolock, och B. sericus är därmed den enda kända arten av släktet Bunopithecus.